# Elmo Williams
Elmo Williams (Lone Wolf, 30 de abril de 1913 — Brookings, 25 de novembro de 2015) foi um editor estadunidense. Venceu o Oscar de melhor montagem na edição de 1953 por High Noon.